# IWGP 주니어 태그팀 챔피언십
IWGP 주니어 헤비웨이트 태그팀 챔피언십(IWGP Jr.Heavyweight Tag Team  championship)은 신일본 프로레슬링의 챔피언십중 하나이다. 신일본 프로레슬링에서는 경량급 태그팀 챔피언십을 나타낸다.